# Анненков, Евграф Александрович
Евграф Александрович Анненков (1763—1798) — генерал-майор, герой войны против повстанцев Костюшко.

## Биография
Родился в 1763 году, сын помещика Корсунского уезда Киевской губернии отставного секунд-майора Александра Ивановича Анненкова.
В военную службу записан в 1766 году в Конную гвардию. 7 января 1778 года из вахмистров произведён в корнеты. В 1786 году получил чин ротмистра.
1 января 1793 года переведён полковником в Мариупольский легкоконный (с 1796 года — гусарский) полк. Во главе этого полка Анненков принимал участие в сражениях в Польше против повстанцев Костюшко. 26 октября 1794 года он был награждён орденом св. Георгия 4-й степени (№ 551 по кавалерскому списку Судравского и № 1066 по списку Григоровича — Степанова)
За отличную храбрость, оказанную против польских мятежников 6 и 8 сентября при Купчице и Бресте, где он атаковал неприятеля и отбил две пушки.
15 сентября 1797 года Анненков был произведён в генерал-майоры и назначен шефом Изюмского гусарского полка.
Скончался летом 1798 года, из списков исключён 10 августа 1798 года.
Его сестра Анна (1755—1826) была замужем за иркутским и лифляндским губернатором действительным статским советником Иваном Николаевичем Репьевым.